# Communauté de communes du Perche Sud
La communauté de communes du Perche Sud est une ancienne communauté de communes française du Perche, située dans le département de l'Orne et la région Normandie.

## Histoire
La communauté de communes est créée le 1er janvier 1994.
Le 1er janvier 2016, les communes de Courcerault et Saint-Maurice-sur-Huisne, appartenant à la communauté de communes du Perche Sud, forment avec deux communes de la communauté de communes du Perche rémalardais, Boissy-Maugis et Maison-Maugis, la commune nouvelle de Cour-Maugis sur Huisne. Le conseil municipal étant tenu de choisir entre les deux intercommunalités, il opte pour la communauté de communes du Perche rémalardais.
La communauté de communes fusionne au 1er janvier 2017 avec la communauté de communes du Perche rémalardais pour former la communauté de communes Cœur du Perche.

## Composition
La communauté de communes regroupait avant 2016 douze communes du canton de Bretoncelles (celles de l'ancien canton de Nocé). À la suite des créations des communes nouvelles de Cour-Maugis sur Huisne et Perche en Nocé (Nocé, Colonard-Corubert, Dancé, Préaux-du-Perche, Saint-Aubin-des-Grois et Saint-Jean-de-la-Forêt), elle n'en comprenait plus que cinq au jour de sa dissolution.
| Nom                     | Code Insee | Gentilé       | Superficie (km2) | Population (dernière pop. légale) | Densité (hab./km2) |
| ----------------------- | ---------- | ------------- | ---------------- | --------------------------------- | ------------------ |
| Perche en Nocé (siège)  | 61309      |               | 86,63            | 2 144 (2014)                      | 25                 |
| Berd'huis               | 61043      | Berd'Huisiens | 11,45            | 1 078 (2014)                      | 94                 |
| Saint-Cyr-la-Rosière    | 61379      |               | 18,75            | 246 (2014)                        | 13                 |
| Saint-Pierre-la-Bruyère | 61448      | Brucipierrois | 6,33             | 452 (2014)                        | 71                 |
| Verrières               | 61501      | Verriérois    | 17,75            | 422 (2014)                        | 24                 |

## Administration
| Période      | Période       | Identité           | Étiquette | Qualité                   |
| ------------ | ------------- | ------------------ | --------- | ------------------------- |
| janvier 1994 | avril 2008    | Jean-Paul Hoppenot |           | Maire de Nocé             |
| avril 2008   | décembre 2016 | Pascal Pecchioli   | SE        | Maire de Préaux-du-Perche |